# Danmarks Næste Topmodel
Danmarks Næste Topmodel, også kendt som Topmodel, var et dansk reality tv-program fra 2010. Programmet er den danske version af det amerikanske reality-show America's Next Top Model, skabt af Tyra Banks. Programmet havde premiere på Kanal 4 den 22. september 2010 og løb i seks sæsoner frem til 4. november 2015. Programmets vært var Caroline Fleming i sæson 1 til 5, hvorefter Cecilie Lassen overtog som vært i den sidste og sjette sæson.  

## Dommere
| Dommere                      | Sæsoner  | Sæsoner  | Sæsoner  | Sæsoner  | Sæsoner  | Sæsoner  |
| Dommere                      | 1 (2010) | 2 (2011) | 3 (2012) | 4 (2013) | 5 (2014) | 6 (2015) |
| Værter                       | Værter   | Værter   | Værter   | Værter   | Værter   | Værter   |
| ---------------------------- | -------- | -------- | -------- | -------- | -------- | -------- |
| Caroline Fleming             |          |          |          |          |          |          |
| Cecilie Lassen               |          |          |          |          |          |          |
| Bedømmende paneldeltagere    |          |          |          |          |          |          |
| Uffe Buchard                 | Fast     | Fast     | Fast     | Fast     | Fast     | Fast     |
| Jacqueline Friis-Mikkelsen   | Fast     | Fast     |          | Gæst     |          |          |
| Oliver Bjerrehuus            |          |          | Fast     | Fast     | Gæst     | Gæst     |
| Jesper Thomsen               |          |          | Fast     | Fast     | Fast     | Fast     |
| Christiane Schaumburg-Müller |          | Gæst     | Gæst     | Fast     |          |          |

## Medvirkende og vindere
| Sæson | Premieredato       | Vinder                  | 2. plads                        | Øvrige deltagere i rækkefølge efter eliminering | Antal deltagere | Internationale destination |
| ----- | ------------------ | ----------------------- | ------------------------------- | --- | --------------- | -------------------------- |
| 1     | 22. september 2010 | Caroline Bader          | Brinette Odgaard                | Sofia Sakko, Astrid Bech Augustinussen, Serina Jensen, Emma Penthien, Nanna Jo Borgersen, Elise Dubois (diskvalificeret), Rochel Rasmusen, Laila McFarlan, Isabella Kaufmann, Karen Ziefeldt & Stephanie Strarup                                                                  | 13              | Paris London               |
| 2     | 22. september 2011 | Julie Nyman Hasselby    | Nanna Liin Sørensen             | Camilla Sebens & Cecilie Nilsson, Josefine Hewitt, Zola Olsen & Sara Abdelghani, Nanna Stenner Nielsen, Amalie Carlé Fischer, Kimmi Rønnebæk & Silvija Vukovic, Johanna Adwah Ayima Kjærbo, Shenna Salih & Carla Kruse, Natasja Ligaard Smith                                     | 15              | Barcelona Ibiza            |
| 3     | 20. september 2012 | Line Rehkopff           | Julie Lillelund                 | Bianca Weisshaupt & Simone Pedersen, Yasmina Bach, Caroline Baastrup Larsen, Ida Gottlieb Taarnhøj, Sasja Andersen, Nanna Nielsen Wentzel, Hanna Rolsted Jensen, Emma Rolsted Jensen & Christina Birk Simonsen, Anna Møller Levsen & Gudrun Eir Hermannsdottir, Marie Louise Bang | 15              | Milano Como                |
| 4     | 19. september 2013 | Louise Mørck Mikkelsen  | Caroline Hollitsch Catrine Juhl | Klara Lau, Sille Rieck & Petronelle Schultz, Rebecca Rovsing, Andrea Helander, Mette Christensen & Amalie Egemose, Anne Holth, Josephine Bach Jacobsen, Caroline Sebber Colfelt & Amanda Bo Elfving, Anne-Kathrine Petersen Bach                                                  | 15              | Paris                      |
| 5     | 25. september 2014 | Sarah Kildevæld Madsen  | Lu Toft Jørgensen               | Michelle Desideriussen (forlade), Mirah Davidsen, Lund Larsen & Mille Mørck, Ceelin Aila, Danielle Svendsen, Cristine Pedersen, Mollie Edelved, Mini Obling & Louie Simmersholm, Sally Høyer Nielsen                                                                              | 13              | London                     |
| 6     | 2. september 2015  | Daniel Kildevæld Madsen | Malle Turpie                    | Kamilla Spinola Sørensen, Gustav Pedersen, Julia Just Holch & Issa Sultan, Simone Holme Pallesen, Lukas Anker, Kenni Nielsen, Helene Skovsgaard Hansen, Thea Brandi & Thomas Kahle, Mark Christiansen Appadoo                                                                     | 13              | Ingen                      |